# Veit Bader
Veit Bader (Ulm, 1944) is zowel hoogleraar sociologie als hoogleraar politieke en sociale filosofie aan de Universiteit van Amsterdam.
Bader publiceert onder andere op het gebied van sociologische theorie, klassen, kritische theorie, migratie, institutioneel pluralisme en multiculturalisme.

## Werk
- Veit Bader en Albert Benschop, Ongelijk-heden (Groningen, 1988)
- Veit Bader, Collectief handelen (Groningen, 1991)
- ed., Citizenship and Exclusion (New York, 1997)
- ed., Die Wiederentdeckung der Klassen (Berlijn, 1998)
- ed., Secularism or Democracy (Amsterdam, 2007)